# Purísima
Purísima é um município da Colômbia, localizado no departamento de Córdoba.